# Mondop

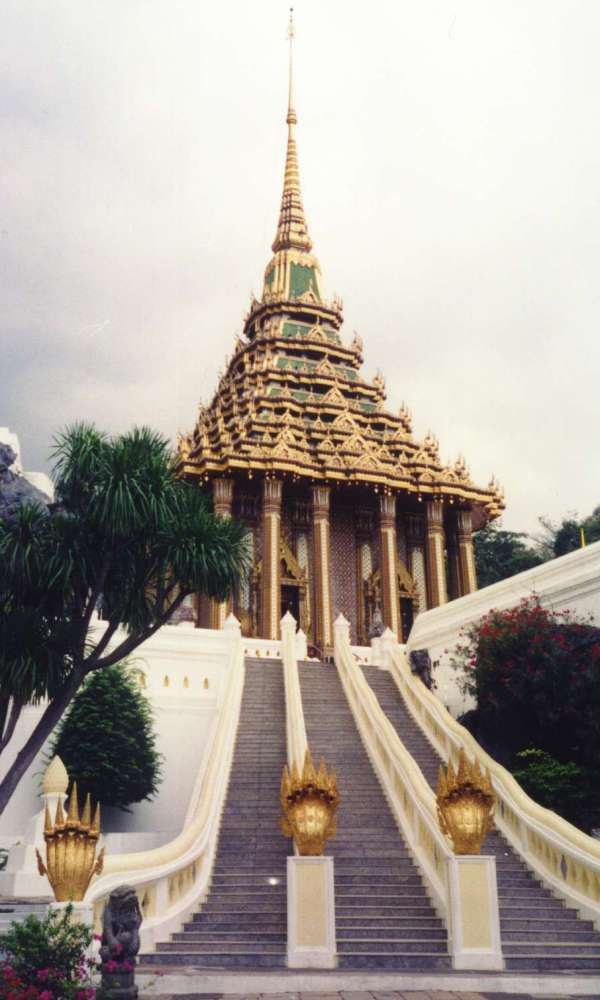
Wat Phra Putthabat bei Saraburi

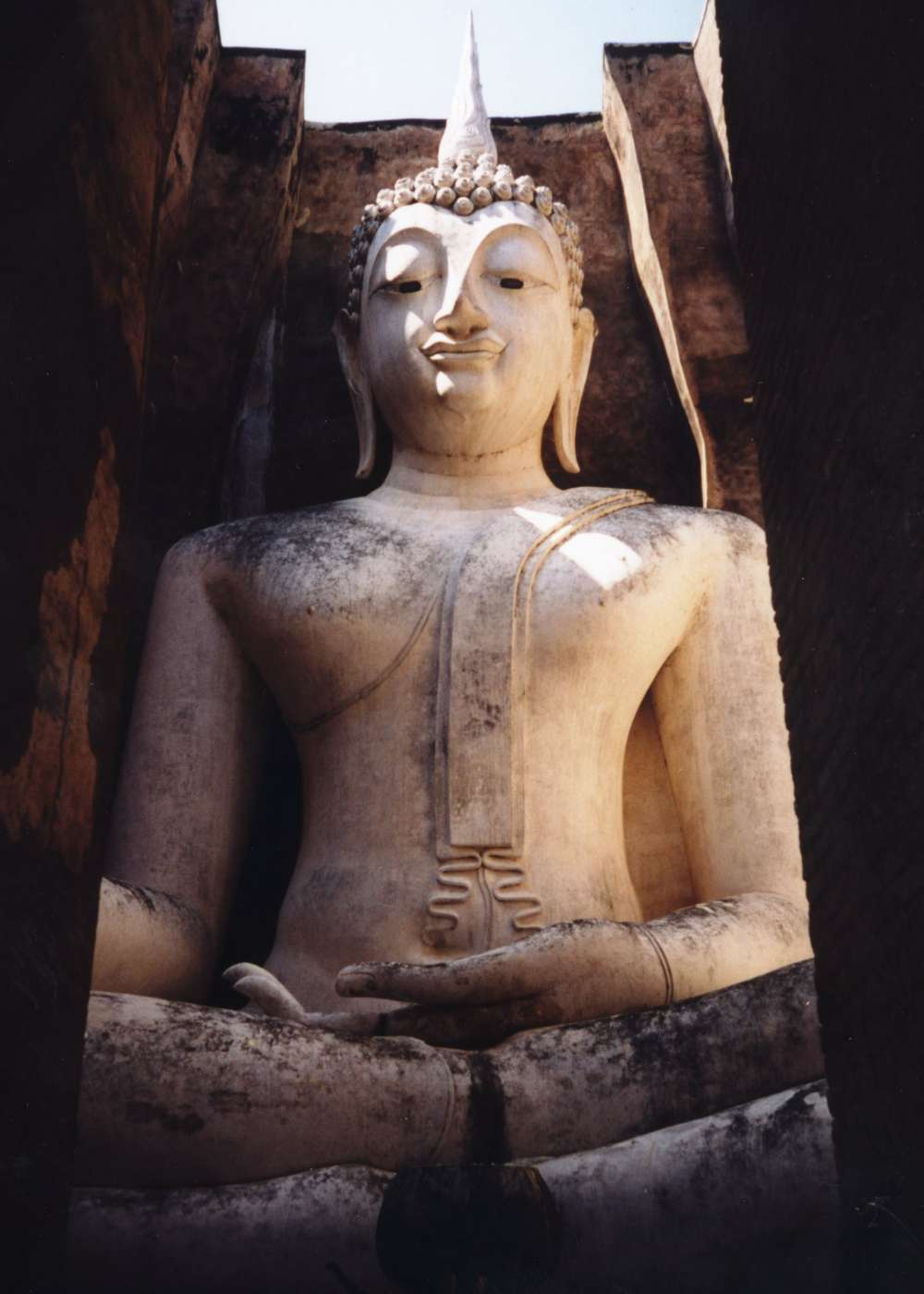
Der große sitzende Buddha im Wat Si Chum in Sukhothai

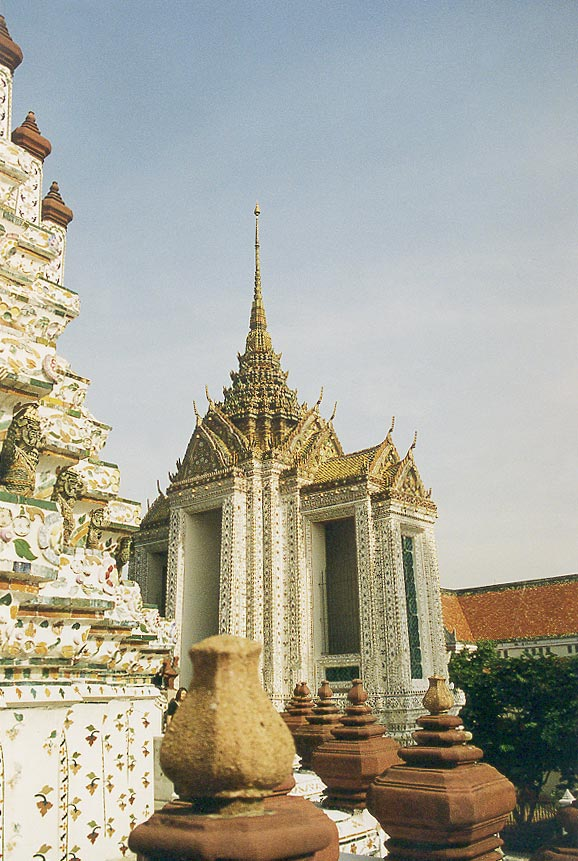
Ein Mondop des Wat Arun

Als Mondop (von Sanskrit Mandapa – „Pavillon“) bezeichnet man ein würfelförmiges Gebäude in einem Wat, der buddhistischen Tempelanlage in Thailand.

## Herkunft und Architektur
Der Begriff ist abgeleitet von Mandapa, der von Pfeilern getragenen Vorhalle oder Versammlungshalle des indischen Tempels, die dem Kultraum der Gottheit (sanskrit Garbhagriha) vorgelagert ist.
In Thailand meint man damit ein Gebäude mit quadratischem Grundriss, das durch umgebende Säulenreihen oder auch durch Portikus an allen vier Seiten vergrößert erscheinen kann. Das Dach ist meist aus Holz hergestellt, es kann mehrfach gestaffelt sein. Es wird dann mit einer schlanken Spitze gekrönt.

## Nutzung
Ein solches Gebäude kann benutzt werden, um besonders heilige Objekte zu beherbergen (siehe Buddhas Fußabdruck im Wat Phra Phutthabat bei Saraburi, Bild oben), oder es wird dazu benutzt, um zum Beispiel die Urne des Supreme Patriarch Prince Paramanuchit Chinnorot nach dessen Tod im Wat Pho auf einer sog. Busabok-Plattform auszustellen.
Weitere Beispiele: der riesige sitzende Buddha im Wat Si Chum (siehe Bild Mitte) und die großen stehenden Attharot-Buddhas im Wat Mahāthāt („Tempel der großen Reliquie“, beide im Geschichtspark Sukhothai) befinden sich ebenfalls in Mondops, deren Dächer im Laufe der Zeit verfallen sind. Sehr schöne, elegante Mondops im birmanischen Stil befinden sich in Lampang im Wat Pong Sanuk Thai oder auch im Wat Phra Kaeo Don Tao.
Eine weitere Verwendungsmöglichkeit für einen Mondop ist die Bibliothek (Hor Trai) in einem Wat, wie zum Beispiel im Wat Phra Kaeo in Bangkok oder der Phra Mondop im Wat Pho, ebenfalls in Bangkok.